# Unione Sportiva Fascista Salernitana 1933-1934
Questa pagina raccoglie i dati riguardanti la Unione Sportiva Fascista Salernitana nelle competizioni ufficiali della stagione 1933-1934.

## Stagione
La stagione 1933-34 rappresenta un ennesimo campionato ad alti livelli per la Salernitana Fascista, nonostante alcuni problemi a livello di proprietà e dirigenza che condurrà a un valzer di cambi alla presidenza: Enrico Chiari, poi Riccardo Grambrosier, poi Mione Savino e infine nuovamente Chiari.
L'allenatore della squadra sarà per l'intero campionato Walter Colombati, che porterà i salernitani al terzo posto, dietro Catania e Siracusa.
Nel corso della stagione il veterano Silvio Brioschi sarà il primo nella storia del club a tagliare il traguardo delle 100 presenze ufficiali.

## Divise
La Salernitana dal 1929 al 1943 adotterà nuovamente come colore sociale il bianco-celeste, ma in alcune gare giocherà con la maglia interamente celeste.
| Manica sinistra · Manica sinistra · Maglietta · Maglietta · Manica destra · Manica destra · Pantaloncini · Calzettoni | Manica sinistra · Maglietta · Maglietta · Manica destra · Pantaloncini · Calzettoni |

## Organigramma societario
Fonte
Area direttiva
- Presidente: Enrico Chiari, da novembre 1933 Riccardo Gambrosier, dal 2/02/1934 Milone Savino, dal 16/02/1934 Enrico Chiari
- Segretario: Pasquale Amodio

Area tecnica
- Allenatore: Walter Colombati

Area sanitaria
- Massaggiatore: Angelo Carmando

## Rosa
Fonte
| N. |                   | Ruolo | Calciatore        |
| -- | ----------------- | ----- | ----------------- |
|    | Italia (bandiera) | P     | Mario Arbizzani   |
|    | Italia (bandiera) | P     | Enrico Motti      |
|    | Italia (bandiera) | D     | Carmine Milite    |
|    | Italia (bandiera) | D     | Mario Parrocchia  |
|    | Italia (bandiera) | C     | Luigi Bergamini   |
|    | Italia (bandiera) | C     | Silvio Brioschi   |
|    | Italia (bandiera) | C     | Menotti Bugna     |
|    | Italia (bandiera) | C     | Cristoforo Capone |
|    | Italia (bandiera) | C     | Luigi Codari      |
|    | Italia (bandiera) | C     | Gabriele D'Alma   |
|    | Italia (bandiera) | C     | Aventino Zamboni  |

| N. |                   | Ruolo | Calciatore      |
| -- | ----------------- | ----- | --------------- |
|    | Italia (bandiera) | C     | Walter Negroni  |
|    | Italia (bandiera) | C     | David Oliviero  |
|    | Italia (bandiera) | C     | Antonio Valese  |
|    | Italia (bandiera) | A     | Pietro Besazza  |
|    | Italia (bandiera) | A     | Alfonso Carella |
|    | Italia (bandiera) | A     | Costabile       |
|    | Italia (bandiera) | A     | Silvio Finotto  |
|    | Italia (bandiera) | A     | Modesto Masillo |
|    | Italia (bandiera) | A     | Giuseppe Pavan  |
|    | Italia (bandiera) | A     | Giovanni Pilato |

## Risultati

### Prima Divisione

#### Girone di andata
| Salerno 24 settembre 1933 1ª giornata                                                  | Salernitana | 4 – 1 referto | Napoli B | Campo Littorio |
| \| \| \| \| \| Codari 15’, 73’ Bergamini 43’ Finotto 85’ \| Marcatori \| 51’ Ragusa \| |             |               |          |                |
|                                                                                        |             |               |          |                |
| Codari 15’, 73’ Bergamini 43’ Finotto 85’                                              | Marcatori   | 51’ Ragusa    |          |                |

| Arbitro: | De Sanctis (Roma) |

|                                                          |           |                   |
| Pignatelli 2’ Micossi 15’ Nicolini 20’, 64’ Nicolosi 69’ | Marcatori | 4’ (aut.) Miltone |

| Palermo 8 ottobre 1933 3ª giornata                          | Palermo B | 0 – 3 referto             | Salernitana |  |
| \| \| \| \| \| \| Marcatori \| 10’, 43’ Pavan 23’ Valese \| |           |                           |             |  |
|                                                             |           |                           |             |  |
|                                                             | Marcatori | 10’, 43’ Pavan 23’ Valese |             |  |

| Salerno 15 ottobre 1933 4ª giornata                                | Salernitana | 2 – 1 referto | Bagnolese | Campo Littorio |
| \| \| \| \| \| Valese 30’ Pilato 55’ \| Marcatori \| 75’ Natale \| |             |               |           |                |
|                                                                    |             |               |           |                |
| Valese 30’ Pilato 55’                                              | Marcatori   | 75’ Natale    |           |                |

| Trapani 22 ottobre 1933 5ª giornata                                  | Juventus Trapani | 2 – 2 referto    | Salernitana | Campo degli Spalti |
| \| \| \| \| \| Vignozzi 27’, 60’ \| Marcatori \| 36’, 81’ Finotto \| |                  |                  |             |                    |
|                                                                      |                  |                  |             |                    |
| Vignozzi 27’, 60’                                                    | Marcatori        | 36’, 81’ Finotto |             |                    |

| Caltanissetta 29 ottobre 1933 6ª giornata | Nissena | 0 – 2 a tavolino referto | Salernitana |  |

| Salerno 1º novembre 1933 7ª giornata | Salernitana | 3 – 0 invalidato referto | Peloro | Campo Littorio |

| Siracusa 5 novembre 1933 8ª giornata                 | Siracusa  | 1 – 0 referto | Salernitana |  |
| \| \| \| \| \| Cavazzi 65’ (rig.) \| Marcatori \| \| |           |               |             |  |
|                                                      |           |               |             |  |
| Cavazzi 65’ (rig.)                                   | Marcatori |               |             |  |

| Salerno 12 novembre 1933 9ª giornata                        | Salernitana | 1 – 1 referto | Savoia | Campo Littorio |
| \| \| \| \| \| Finotto 10’ \| Marcatori \| 52’ Ravizzoli \| |             |               |        |                |
|                                                             |             |               |        |                |
| Finotto 10’                                                 | Marcatori   | 52’ Ravizzoli |        |                |

| Acireale 19 novembre 1933 10ª giornata                                                   | Termini   | 2 – 3 Campo neutro referto     | Salernitana |  |
| \| \| \| \| \| Castrogiovanni 75’, 78’ \| Marcatori \| 25’ Bugna 29’ Pavan 39’ Valese \| |           |                                |             |  |
|                                                                                          |           |                                |             |  |
| Castrogiovanni 75’, 78’                                                                  | Marcatori | 25’ Bugna 29’ Pavan 39’ Valese |             |  |

| Salerno 26 novembre 1933 11ª giornata                 | Salernitana | 1 – 1 referto | Palmese | Campo Littorio |
| \| \| \| \| \| Valese 7’ \| Marcatori \| 61’ Surra \| |             |               |         |                |
|                                                       |             |               |         |                |
| Valese 7’                                             | Marcatori   | 61’ Surra     |         |                |

| Salerno 10 dicembre 1933 12ª giornata                         | Salernitana | 2 – 1 referto | Reggina | Campo Littorio |
| \| \| \| \| \| Carella 43’, 50’ \| Marcatori \| 53’ Stoppa \| |             |               |         |                |
|                                                               |             |               |         |                |
| Carella 43’, 50’                                              | Marcatori   | 53’ Stoppa    |         |                |

| Cosenza 17 dicembre 1933 13ª giornata                                                  | Cosenza   | 3 – 3 referto                   | Salernitana |  |
| \| \| \| \| \| Svageli 5’, 21’, 32’ \| Marcatori \| 53’ Codari 59’ Pavan 76’ Valese \| |           |                                 |             |  |
|                                                                                        |           |                                 |             |  |
| Svageli 5’, 21’, 32’                                                                   | Marcatori | 53’ Codari 59’ Pavan 76’ Valese |             |  |

#### Girone di ritorno
| Napoli 7 gennaio 1934 14ª giornata                                                  | Napoli B  | 2 – 2 referto          | Salernitana |  |
| \| \| \| \| \| Gravisi 49’ Giraud III 82’ \| Marcatori \| 7’ Finotto 35’ Carella \| |           |                        |             |  |
|                                                                                     |           |                        |             |  |
| Gravisi 49’ Giraud III 82’                                                          | Marcatori | 7’ Finotto 35’ Carella |             |  |

| Arbitro: | Ronzio (Roma) |

|                                |           |                          |
| Bergamini 15’, 78’ Finotto 45’ | Marcatori | 49’ Degni 57’ Pignatelli |

| Salerno 21 gennaio 1934 16ª giornata         | Salernitana | 1 – 0 referto | Palermo B | Campo Littorio |
| \| \| \| \| \| Valese 41’ \| Marcatori \| \| |             |               |           |                |
|                                              |             |               |           |                |
| Valese 41’                                   | Marcatori   |               |           |                |

| Bagnoli (Napoli) 11 febbraio 1934 17ª giornata              | Bagnolese | 0 – 2 Rinviata referto    | Salernitana |  |
| \| \| \| \| \| \| Marcatori \| 14’ Finotto 57’ Bergamini \| |           |                           |             |  |
|                                                             |           |                           |             |  |
|                                                             | Marcatori | 14’ Finotto 57’ Bergamini |             |  |

| Salerno 4 febbraio 1934 18ª giornata                        | Salernitana | 2 – 0 referto | Juventus Trapani | Campo Littorio |
| \| \| \| \| \| Carella 21’ Bergamini 86’ \| Marcatori \| \| |             |               |                  |                |
|                                                             |             |               |                  |                |
| Carella 21’ Bergamini 86’                                   | Marcatori   |               |                  |                |

| Salerno 18 febbraio 1934 19ª giornata         | Salernitana | 1 – 0 referto | Nissena | Campo Littorio |
| \| \| \| \| \| Finotto 78’ \| Marcatori \| \| |             |               |         |                |
|                                               |             |               |         |                |
| Finotto 78’                                   | Marcatori   |               |         |                |

| Salerno 4 marzo 1934 20ª giornata                               | Salernitana | 1 – 2 referto   | Siracusa | Campo Littorio |
| \| \| \| \| \| Bergamini 30’ \| Marcatori \| 64’, 66’ Devoto \| |             |                 |          |                |
|                                                                 |             |                 |          |                |
| Bergamini 30’                                                   | Marcatori   | 64’, 66’ Devoto |          |                |

| Torre Annunziata 11 marzo 1934 21ª giornata                                             | Savoia    | 3 – 2 referto            | Salernitana | Campo Formisano |
| \| \| \| \| \| Sallustro 25’ Rossi 50’, 63’ \| Marcatori \| 5’ Finotto 83’ Bergamini \| |           |                          |             |                 |
|                                                                                         |           |                          |             |                 |
| Sallustro 25’ Rossi 50’, 63’                                                            | Marcatori | 5’ Finotto 83’ Bergamini |             |                 |

| Salerno 18 marzo 1934 22ª giornata                                                            | Salernitana | 7 – 0 referto | Termini | Campo Littorio |
| \| \| \| \| \| Bergamini 4’ Bugna 25’ Valese 32’, 44’, 51’, 80’ Codari 87’ \| Marcatori \| \| |             |               |         |                |
|                                                                                               |             |               |         |                |
| Bergamini 4’ Bugna 25’ Valese 32’, 44’, 51’, 80’ Codari 87’                                   | Marcatori   |               |         |                |

| Messina 25 marzo 1934 23ª giornata | Peloro | – Non disputata | Salernitana |  |

| Palmi 1º aprile 1934 24ª giornata                         | Palmese   | 1 – 2 referto | Salernitana |  |
| \| \| \| \| \| Surra 46’ \| Marcatori \| 7’, 30’ Pavan \| |           |               |             |  |
|                                                           |           |               |             |  |
| Surra 46’                                                 | Marcatori | 7’, 30’ Pavan |             |  |

| Reggio Calabria 8 aprile 1934 25ª giornata                              | Reggina   | 2 – 1 referto | Salernitana |  |
| \| \| \| \| \| Bolognesi 20’ Polcino 46’ \| Marcatori \| 14’ Finotto \| |           |               |             |  |
|                                                                         |           |               |             |  |
| Bolognesi 20’ Polcino 46’                                               | Marcatori | 14’ Finotto   |             |  |

| Salerno 15 aprile 1934 26ª giornata                                        | Salernitana | 2 – 1 referto     | Cosenza | Campo Littorio |
| \| \| \| \| \| Finotto 15’ Pilato 82’ \| Marcatori \| 86’ (aut.) Codari \| |             |                   |         |                |
|                                                                            |             |                   |         |                |
| Finotto 15’ Pilato 82’                                                     | Marcatori   | 86’ (aut.) Codari |         |                |

## Statistiche

### Statistiche di squadra
| Competizione    | Punti | In casa | In casa | In casa | In casa | In casa | In casa | In trasferta | In trasferta | In trasferta | In trasferta | In trasferta | In trasferta | Totale | Totale | Totale | Totale | Totale | Totale | DR  |
| Competizione    | Punti | G       | V       | N       | P       | Gf      | Gs      | G            | V            | N            | P            | Gf           | Gs           | G      | V      | N      | P      | Gf     | Gs     | DR  |
| --------------- | ----- | ------- | ------- | ------- | ------- | ------- | ------- | ------------ | ------------ | ------------ | ------------ | ------------ | ------------ | ------ | ------ | ------ | ------ | ------ | ------ | --- |
| Prima Divisione | 33    | 12      | 9       | 2       | 1       | 27      | 10      | 12           | 5            | 3            | 4            | 23           | 21           | 24     | 14     | 5      | 5      | 50     | 31     | +19 |

### Andamento in campionato
| Giornata  | 1 | 2 | 3 | 4 | 5 | 6 | 7 | 8 | 9 | 10 | 11 | 12 | 13 | 14 | 15 | 16 | 17 | 18 | 19 | 20 | 21 | 22 | 23 | 24 | 25 | 26 |
| --------- | - | - | - | - | - | - | - | - | - | -- | -- | -- | -- | -- | -- | -- | -- | -- | -- | -- | -- | -- | -- | -- | -- | -- |
| Luogo     | C | T | T | C | T | T | C | T | C | T  | C  | C  | T  | T  | C  | C  | T  | C  | C  | C  | T  | C  | T  | T  | T  | C  |
| Risultato | V | P | V | V | N | V | V | P | N | V  | N  | V  | N  | N  | V  | V  | V  | V  | V  | P  | P  | V  | -  | V  | P  | V  |

Legenda:

Luogo: C = Casa; T = Trasferta. Risultato: V = Vittoria; N = Pareggio; P = Sconfitta.

### Statistiche dei giocatori
Fonte
| Giocatore     | Prima Divisione | Prima Divisione | Prima Divisione | Prima Divisione |
| Giocatore     | Presenze        | Reti            | Ammonizioni     | Espulsioni      |
| ------------- | --------------- | --------------- | --------------- | --------------- |
| M. Arbizzani  | 22              | -28             | ?               | ?               |
| L. Bergamini  | 17              | 8               | ?               | ?               |
| P. Besazza    | 9               | 0               | ?               | ?               |
| S. Brioschi   | 24              | 0               | ?               | ?               |
| M. Bugna      | 20              | 2               | ?               | ?               |
| C. Capone     | 2               | 0               | ?               | ?               |
| A. Carella    | 6               | 4               | ?               | ?               |
| L. Codari     | 24              | 4               | ?               | ?               |
| Costabile     | 1               | 0               | ?               | ?               |
| G. D'Alma     | 0               | 0               | 0               | 0               |
| S. Finotto    | 24              | 11              | ?               | ?               |
| M. Masillo    | 3               | 0               | ?               | ?               |
| C. Milite     | 2               | 0               | ?               | ?               |
| E. Motti      | 2               | -3              | ?               | ?               |
| W. Negroni    | 22              | 0               | ?               | ?               |
| D. Oliviero   | 8               | 0               | ?               | ?               |
| M. Parrocchia | 0               | 0               | 0               | 0               |
| G. Pavan      | 21              | 6               | ?               | ?               |
| G. Pilato     | 18              | 2               | ?               | ?               |
| A. Valese     | 18              | 10              | ?               | ?               |
| A. Zamboni    | 21              | 0               | ?               | ?               |